# Dani Olivier
Dani Olivier, né le 6 août 1969, est un photographe français spécialisé dans la photographie de nu féminin artistique. 

## Biographie
Dani Olivier  est diplômé de HEC Paris. 
Il a découvert la photographie à l'adolescence dans le cadre d'un club photo informel à Paris.
Entre 2000 et 2006, il travaille sur les autoportraits ; il demande à ses modèles d'utiliser un appareil photo numérique pour prendre leur premier selfie nu. Il cherche à capturer un instant unique : le premier selfie d'une personne, bien avant que les selfies deviennent à la mode.[source insuffisante]
Depuis 2007, il produit des nus abstraits, qu'il obtient en projetant des textures et des images sur ses modèles, en utilisant également parfois des mouvements du modèle et de l'appareil photo. 
Il utilise un dispositif minimaliste (le corps du modèle, un fond noir et de la lumière) ainsi que des projecteurs et des appareils photos à la pointe de la technique.

## Livres de photographies
- Nus abstraits, Paris, Passage des soupirs, 2011, 171 p. + 1 DVD vidéo de 18 minutes  (ISBN 978-2-35355-776-9)
- Nus abstraits et psychédéliques, Paris, éditions ESI, 2011, 150 p.  (ISBN 978-2-35355-864-3).
- Orgasm : représentations de l'orgasme féminin, Paris, éditions ESI, coll. « Nus artistiques : photographies », 2012, 96 p.  (ISBN 978-2-8226-0039-2).
- Nus corps et âme, Paris, Passage des soupirs, 2015, 161 p. (ISBN 978-2-8226-0448-2) [7]
- Femmes de lumière, Paris, Passage des soupirs, 2019, 188 p.  (ISBN 978-2-8226-0690-5).

## Expositions
- 9 - 22 juin 2012 : Orgasmes, fleurs et autres expérimentations : Dani Olivier, galerie Art & Events, Paris [8].
- 9 avril- 2 mai 2015 : exposition au Mois de la photographie de Los Angeles (MOPLA)[9].
- 6-26 juillet 2015 : Nus corps et âmes, Galerie des soupirs, Arles[10]
- Los Angeles, USA, janvier 2016 : solo-show au salon photoLA 2016
- Exposition au salon BaselWorld, Bâle, Suisse
- Paris, France, Avril 2016 : vitrine de l'hôtel Costes
- Paris, France, juin 2016 : à la galerie ArtPhotoBy
- Paris, France, novembre 2016 : solo-show au salon Fotofever 2016
- Bruxelles, Belgique, 4 mai-30 novembre 2017 : exposition au musée M-E-M
- Arles, France, juillet-août 2017 : exposition par Voies off "Femmes de Lumière"
- Saint-Tropez, juillet-août 2017 : expositions au Nikki Beach et à la Brasserie des Arts
- Villeréal, France, août 2017 : Invité d'honneur du festival de photographies FocaleNuArt
- Paris, France, septembre-octobre 2017 : exposition au 153
- Paris, France, novembre 2017 : solo-show au salon Fotofever 2017
- Saint-Denis, France, 16 au 26 novembre 2017, invité d'honneur du 61ème salon de l'Union des Arts Plastiques de Saint-Denis